# مائده‌های زمینی
مائده‌های زمینی (به فرانسوی: Les nourritures terrestres) اثر آندره ژید نویسندهٔ بزرگ فرانسه است که نخستین بار در ۱۸۹۷ در پاریس منتشر شد.

## موضوع
مائده‌های زمینی کتابی در ستایش شادی، شوق به زندگی و غنیمت شمردن لحظات است. آندره ژید در این کتاب خداوند را در همهٔ موجودات هستی متجلی می‌بیند و آزادانه و برخلاف قید و بندهای مذهب، عشق به هستی را مترادف عشق به خداوند می‌داند. او کتابش را «ستایشی از وارستگی» می‌نامد. با اینکه از آثار دورهٔ جوانی نویسنده است، وی تقریباً تمام آنچه می‌توان فلسفهٔ وی نامید در آن گنجانده است و هرچه بعداً نوشته در تعقیب اندیشه‌هایی است که در این کتاب بیان گردیده؛ یعنی امتناع از هر گونه علاقه و وابستگی و ستایش شور و عشق و نگاهی هر لحظه نو به تمام جلوه‌های هستی. ریشهٔ اندیشه‌های این کتاب را در کتاب مقدس و نوشته‌های نیچه فیلسوف و شاعر شهیر آلمانی باید جست. نشانه‌هایی از تأثیر ادبیات مشرق زمین نیز در آن دیده می‌شود. او در این کتاب چنین استدلال می‌کند که تمام امیال طبیعی، سودمند بوده، مایهٔ تندرستی است و بدون این امیال، زندگی لطف خود را از دست می‌دهد.
وقتی از عملی لذت می‌برم، برای من دلیل خوبی است که آن عمل را انجام بدهم… مادامی که لبانت برای بوسیدن هنوز شیرین است، سیراب کن. چنان زندگی کن که زندگی‌ات بدون ترس از نتایج محرماتی که اخلاقیات رسمی بر تو تحمیل می‌کند، پذیرای هر رویدادی باشد.

هرچند ژید خطر افراط کاری را به خوانندهٔ کتاب خود هشدار می‌دهد و در آخر از او می‌خواهد که: 
کتاب مرا به دور بینداز، مگذار متقاعدت کند! گمان مبر که حقیقت تو را کس دیگری می‌تواند برایت پیدا کند… به خود بگو که این کتاب هم چیزی نیست، مگر یکی از هزاران شیوهٔ رویارویی با زندگی. تو راه خویش را بجوی!
سبک انشاء این کتاب اندکی تصنعی است، با این همه ژید بعدها می‌گفت که در قطع کردن و ناتمام گذاشتن جمله‌های آن هیچ‌گونه تکلفی به خرج نداده و هیچ‌یک از این ناتمامی‌ها بی‌دلیل نیست و حاکی از اندیشهٔ اوست. «ژید» پس از ۳۸ سال که از انتشار «مائده‌های زمینی» در سال ۱۸۹۷ گذشته بود «مائده‌های تازه» را در سال ۱۹۳۵ نوشت که اندکی بعد با «مائده‌های زمینی»، یکجا به چاپ رسید. اگر «مائده‌های زمینی» را بازگوکننده جوانی نویسنده بدانیم، «مائده‌های تازه» کار مرد پا به سن گذاشته‌ای است که حسرت شور و شوق گذشته را می‌خورد، اما کنجکاوی و عطش چیزهای تازه و میل به شناخت در او به هیچ رو کاستی نپذیرفته است. علاوه بر این «مائده‌های تازه» آن وحدت و یکپارچگی مائده‌های قدیمی را ندارد و سرگذشت، حکایات و مکالمه در آن بیشتر از اندیشه‌ها و اشعار به چشم می‌خورد. آنچه نویسنده بر آن اصرار دارد، عصیان علیه عقل‌گرایی محض، بیان خودجوش اندیشه‌ها و گریز از دستورهای خشک اخلاقی شعارگونه و دعوت به آزاد بودن همراه با میل به خوشبختی همگان است:
خوشبختی من یعنی افزودن بر خوشبختی دیگران. برای خوشبخت بودن احتیاج به خوشبختی دیگران دارم.

## استقبال
این کتاب به مانند بسیاری از آثار ادبی بزرگ جهان در آغاز مورد استقبال واقع نشد، به‌طوری که در طول ۱۰ سال تنها ۵۰۰ نسخه از آن فروش رفت. این کتاب هنگام جنگ جهانی و پس از آن به فروش بسیار بالایی دست یافت و مردم از جنگ به ستوه آمده، با خواندن مائده‌های زمینی بار دیگر خدا را در جلوه‌های هستی جستجو می‌کردند و طعم شور و عشق را می‌چشیدند.

## ترجمه‌ها
مائده‌های زمینی از جمله کتاب‌هایی است که همواره مورد توجه مترجمان نامدار بوده و چندین بار به فارسی ترجمه شده است:
- مائده‌های زمینی و مائده‌های تازه، آندره ژید، ترجمهٔ حسن هنرمندی، امیر کبیر، تهران: ۱۳۳۴. (چاپ دوم: مائده‌های زمینی و مائده‌های تازه، زوار، تهران: ۱۳۵۰)[۳]
- مائده‌های زمینی، آندره ژید، ترجمهٔ سیروس ذکاء، بنگاه ترجمه و نشر کتاب، تهران: ۱۳۳۶. (چاپ سوم: مائده‌های زمینی و مائده‌های تازه، جامی، تهران: ۱۳۹۰)[۳]
- مائده‌های زمینی، آندره ژید، ترجمهٔ پرویز داریوش و جلال آل احمد، نشر اساطیر، تهران:، ۱۳۴۳.
- مائده‌های زمینی و مائده‌های تازه، آندره ژید، ترجمهٔ مهستی بحرینی، نشر نیلوفر، تهران: ۱۳۸۱.

## بخش‌هایی از کتاب
- برایت از «القصر» چه بگویم؟ باغی که در زیبایی به عجایب ایران می‌ماند؛ اکنون که با تو سخن می‌گویم، به گمانم می‌رسد که آن را از همهٔ باغ‌های دیگر بهتر می‌دانم. همچنان‌که حافظ را بازمی‌خوانم، به این باغ می‌اندیشم: بیار باده که رنگین کنیم جامهٔ زرق / که مست جام غروریم و نام هشیارست.
- ناتانائیل، ای کاش عظمت در نگاه تو باشد نه در آن چیزی که بدان می‌نگری.